# Felipe Aspegren
Felipe Aspegren (Cali, 12 febbraio 1994) è un calciatore colombiano naturalizzato finlandese, difensore dell'Ilves.

## Carriera

### Club
Ha giocato nella prima divisione finlandese.

### Nazionale
Dopo numerose presenze con le varie nazionali giovanili finlandesi, nel 2023 ha esordito in nazionale maggiore.

## Palmarès

### Club

#### Competizioni nazionali
- Coppa di Finlandia: 1

Ilves: 2019